# Пенка Тороманова
Пенка Георгиева Тороманова-Радева, известна като Пенка Тороманова, е българска оперна певица (сопран) и вокална педагожка. Тя изпълнява за първи път на българска сцена ролята на Аида от едноименната опера.

## Биография
Родена е във Варна. От 1909 до 1913 година следва в Консерваторията в Женева в класа по оперно пеене на Л. Кетен и С. Рьозген-Леодети и в класа по пиано на Дьо Флани. След завръщането си в България, постъпва на работа в Българската оперна дружба със сценичен дебют на 16 януари 1914 година в операта „Трубадур“. През 1915 година отново е в Женева за двугодишна специализация. След повторното си завръщане постъпва в трупата на Софийската народна опера, като паралелно с това изнася концерти и на други софийски сцени, в страната и в чужбина.
Успоредно с изпълнителската дейност Пенка Тороманова се изявява и като преподавател в Държавното музикално училище и като частен вокален педагог. Сред учениците ѝ са оперните певци Елисавета Йовович, Събчо Събев, Мими Балканска, Иванка Митева-Коралова, Таня Начева, и други. между 1929 и 1930 година Тороманова е асистентка по пеене във Висшето музикално училище в Берлин. През 1931 година тя прекратява артистичната и преподавателската си кариера поради здравословни причини.
Омъжена е за Тодор Радев, с когото имат две деца. Сестра ѝ Геновева Тороманова-Списаревска също е музикантка.
Почива в София на 9 октомври 1961 година. Погребана е в 34-ти парцел на Централни софийски гробища. Лични и семейни документи за Тороманова се съхраняват в Централен държавен архив, фондове 616К и 1113